# Köln-Frechen-Benzelrather Eisenbahn

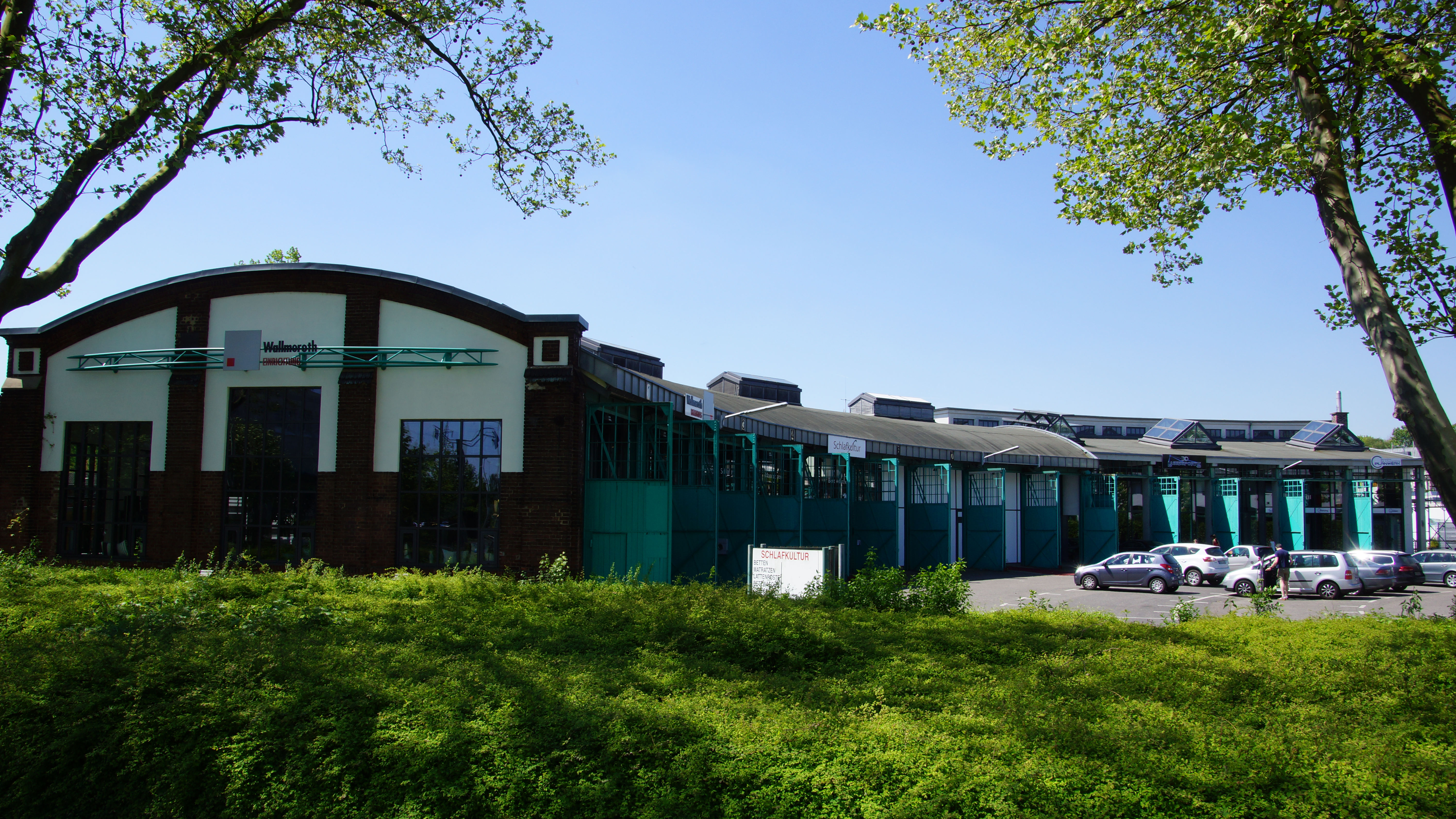
Ringlokhalle in Frechen

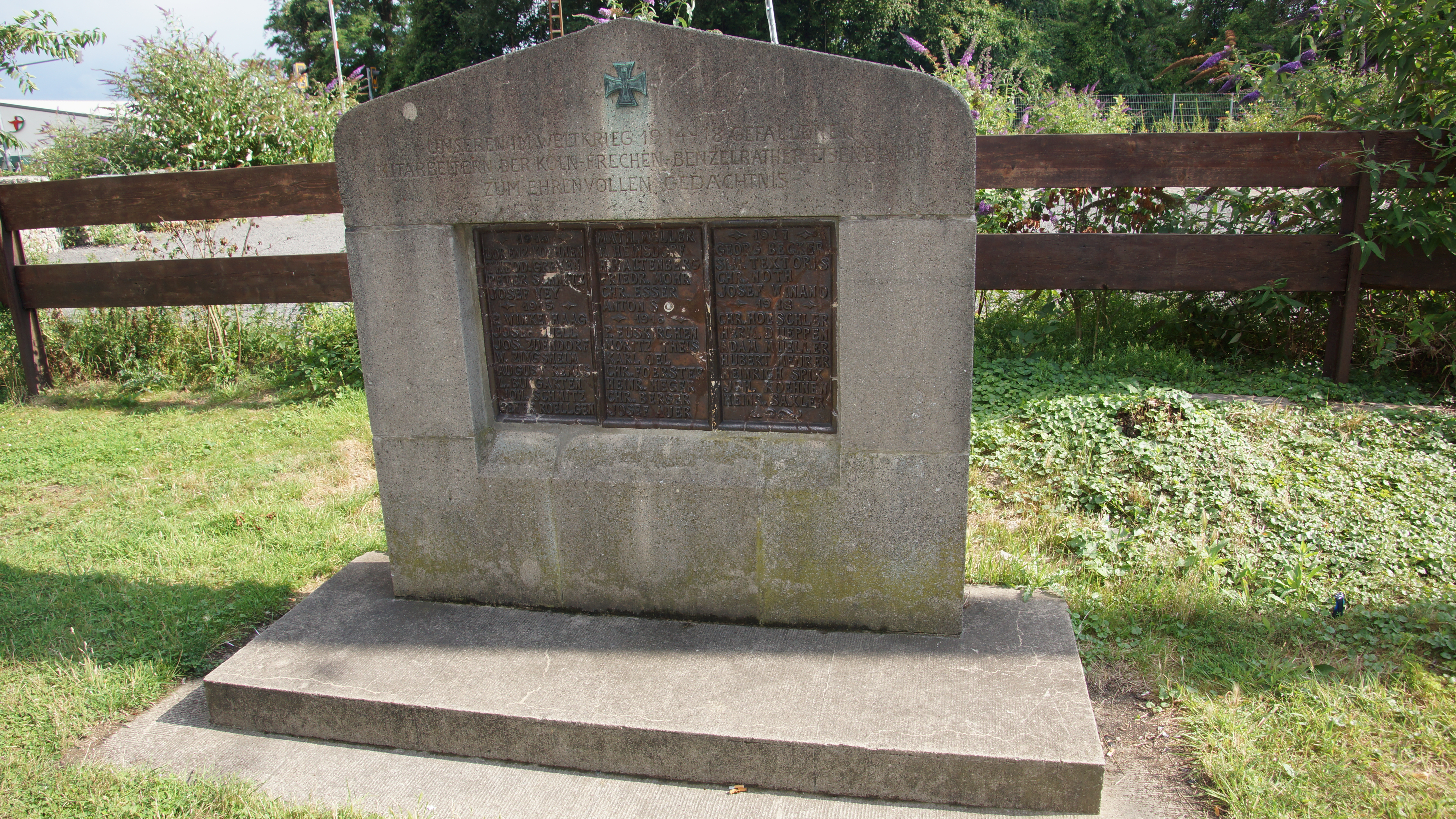
Gefallenendenkmal in Frechen von 1919

Die Köln-Frechen-Benzelrather Eisenbahn (kurz KFBE) war ein deutsches Eisenbahnunternehmen, das die Bahnstrecke Köln–Frechen betrieb.

## Geschichte
In der Mitte des 19. Jahrhunderts war das westliche Umland der Stadt Köln von verschiedenen Eisenbahn-Gesellschaften wie der Rheinischen Eisenbahn-Gesellschaft, der Bonn-Cölner Eisenbahn-Gesellschaft oder der Köln-Krefelder Eisenbahn-Gesellschaft erschlossen worden. Nach der Verstaatlichung und Eingliederung in die Preußischen Staatseisenbahnen wurde mit dem preußischen Kleinbahngesetz von 1892 die Möglichkeit geschaffen, abseits der Hauptstrecken ein Netz aus Kleinbahnen aufzubauen.

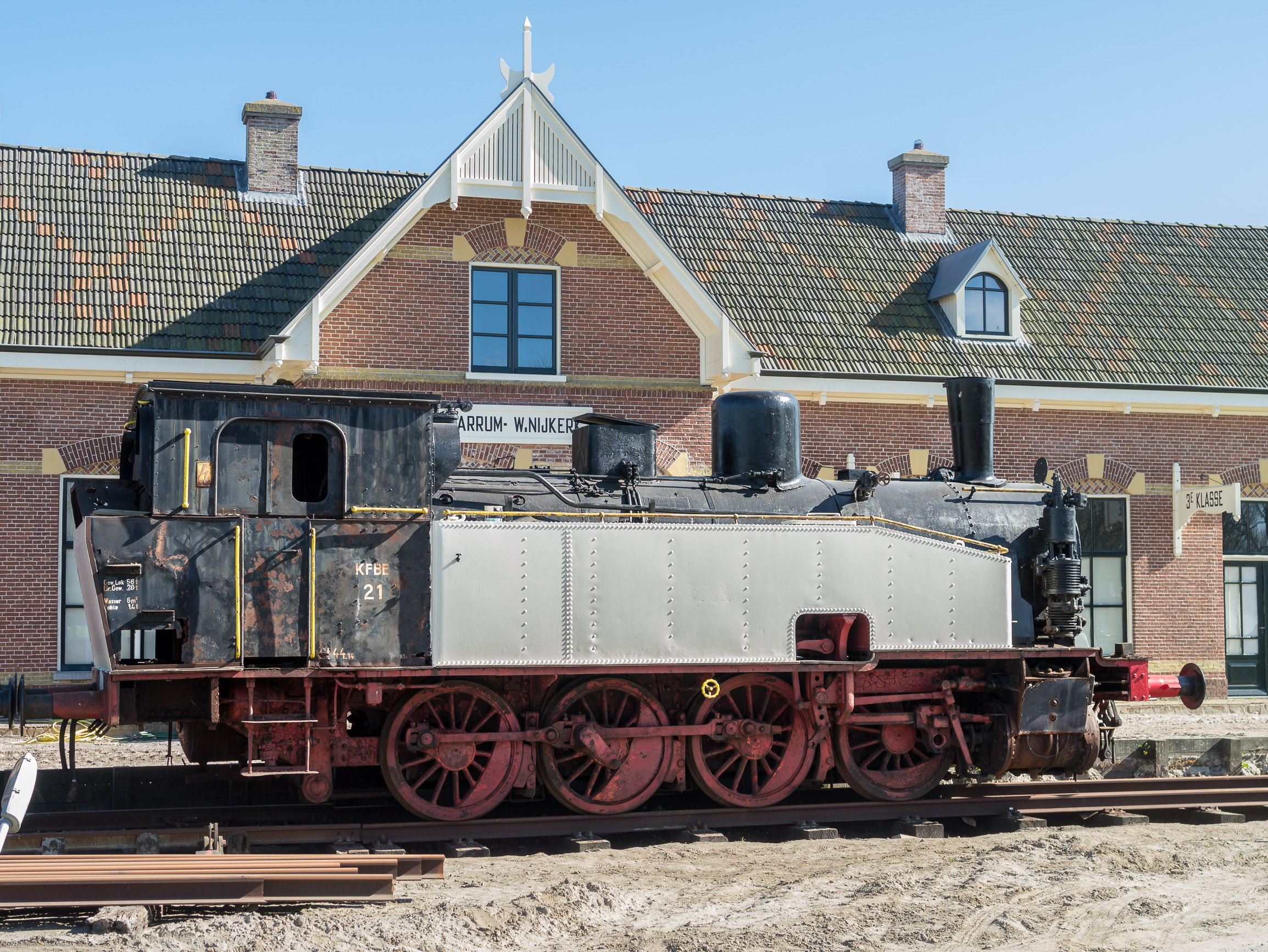
Dampflok KFBE 21 in Marrum-Westernijkerk (NL), 2015

Bereits 1891 hatte der Gemeinderat Frechen auf Betreiben der traditionsreichen Tonwarenindustrie und der Braunkohlengruben und -brikettfabriken (Sibylla, Wachtberg …) den Bau einer Eisenbahnstrecke zum Bahnhof Köln-Ehrenfeld und zum Hafen in Köln-Niehl beschlossen. Um den Übergang zur Staatsbahn zu erleichtern wurde die Bahnstrecke Köln–Frechen im Gegensatz zu vielen anderen Kleinbahnen großenteils als Dreischienengleis in Normalspur für den Güterverkehr und Meterspur für den Personenverkehr gebaut. 1893 wurde die Strecke fertiggestellt und der Betrieb aufgenommen.
Auf Dauer überstiegen Unterhalt und Zwang zu Modernisierungen die finanziellen Möglichkeiten  des kleinen Ortes. 1904 wurde der kommunale Eigenbetrieb zusammen mit der Strecke an die Stadt Köln verkauft, die sich zu umfangreichen Ausbaumaßnahmen verpflichtete.

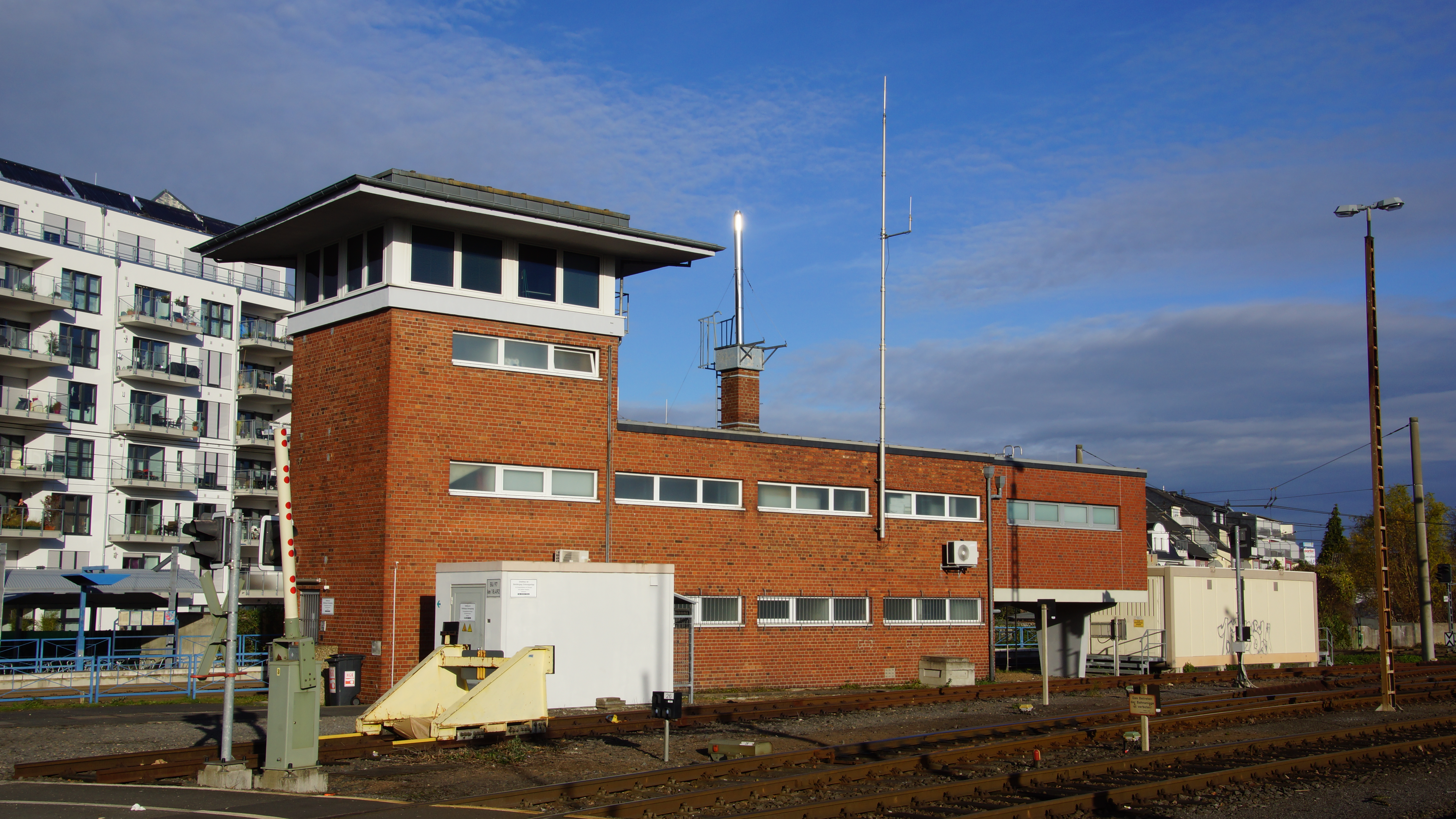
Stellwerk Bahnhof Frechen

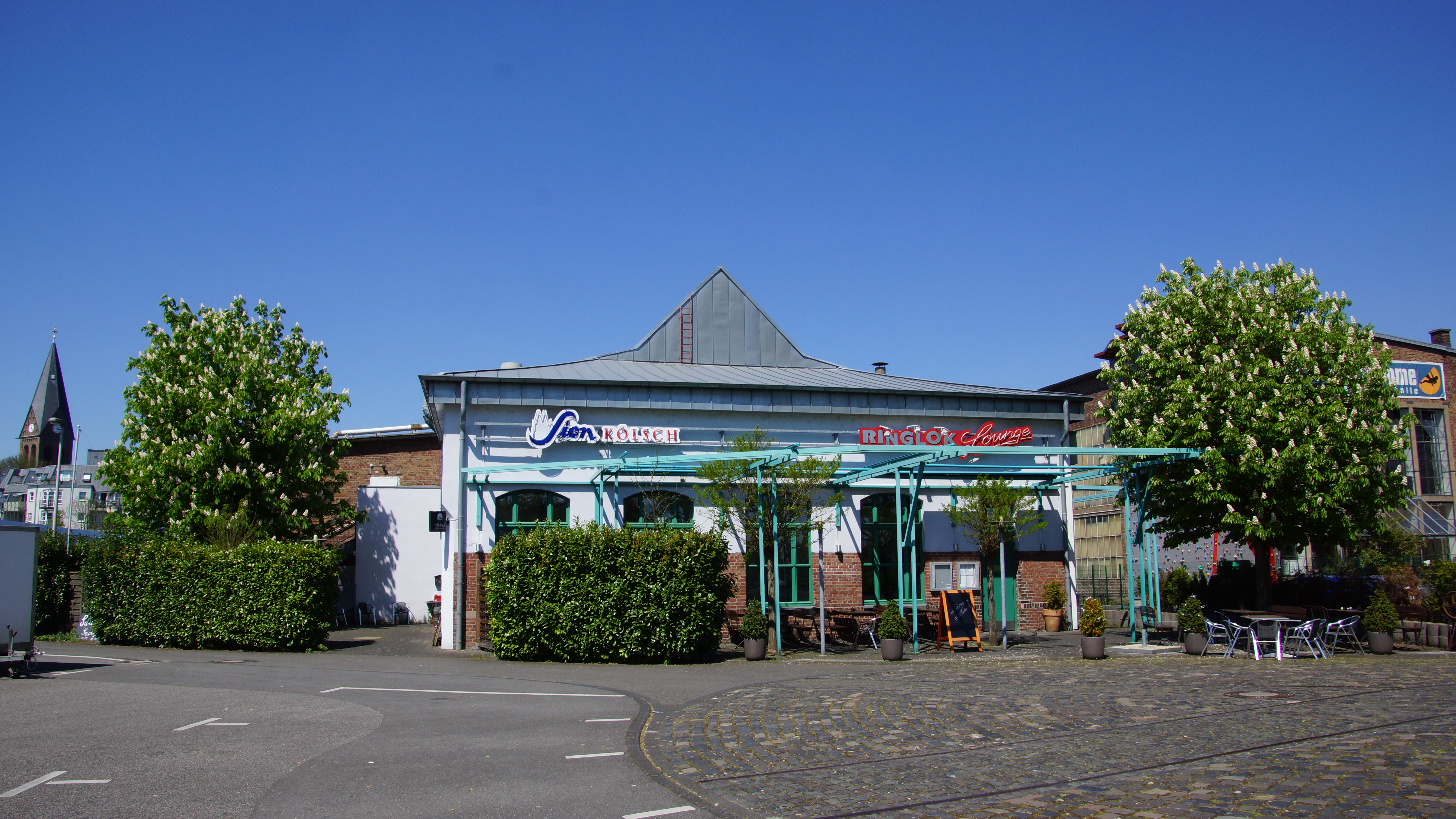
Ehemaliger Lokschuppen in Frechen

In den Folgejahren stiegen die Beförderungsmengen beträchtlich, an dieser gemessen war die KFBE in Bezug auf den Güterverkehr 1934 die zweitgrößte Privatbahn in Deutschland, den größten Anteil an der Fracht hatte damals die Braunkohle. Mitte des 20. Jahrhunderts nahmen die Frachtmengen ab, auch neue Kunden wie Esso und Ford konnten dies nicht kompensieren.
Aufgrund des zunehmend defizitären Güterverkehrs wurde die KFBE 1960 zunächst als Ganzes in die Kölner Verkehrs-Betriebe (KVB) eingegliedert (Güterverkehr der KVB). Im Jahre 1992 kam es dann zur Aufspaltung der KFBE. Dabei wurde der Personenverkehr als Stadtbahnlinie in die KVB integriert und der Güterverkehr ging in der neu gegründeten Häfen und Güterverkehr Köln auf.

## Bio’s Bahnhof

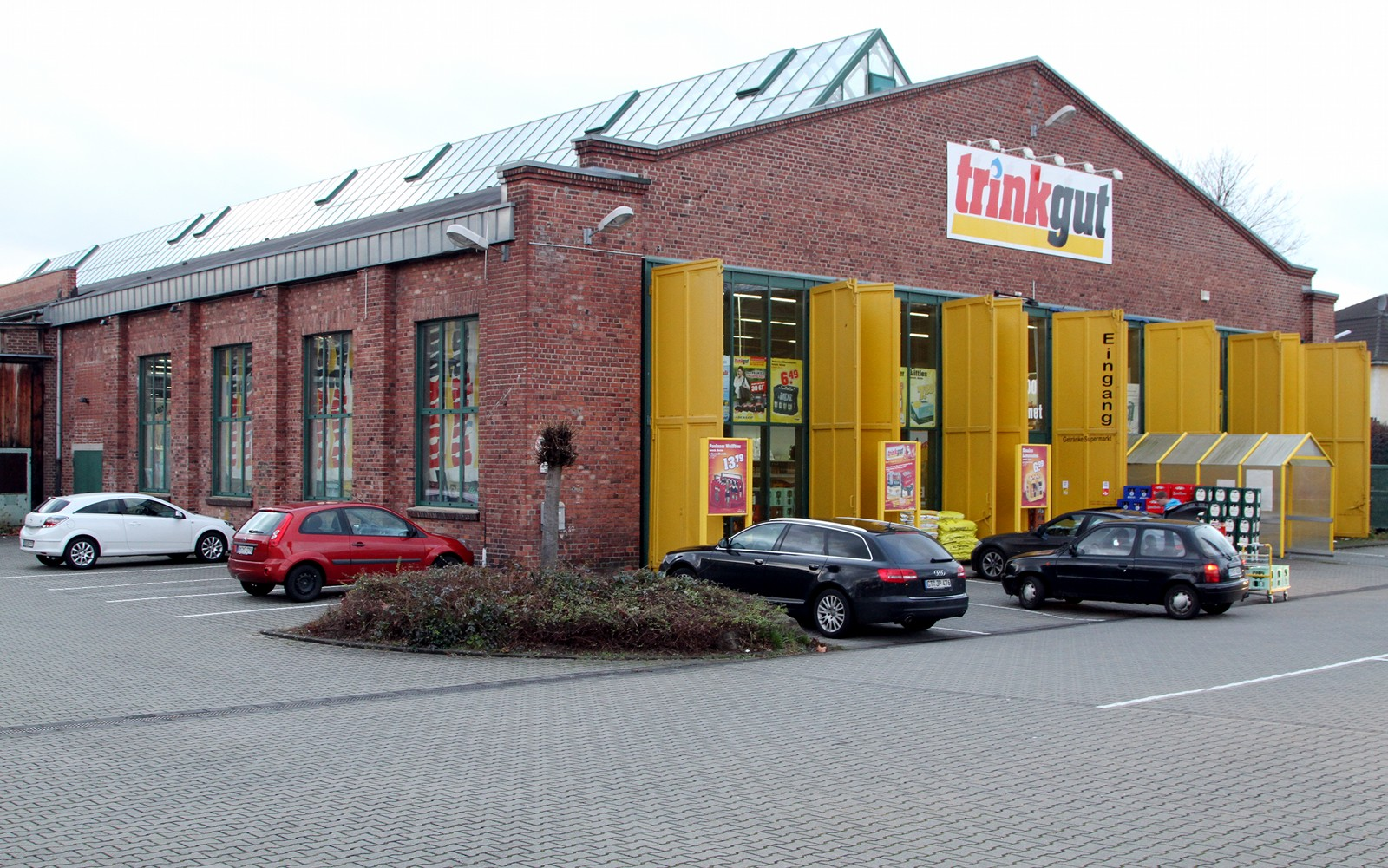
Die ehemalige Depothalle im Dezember 2011

Aus der ehemaligen Depothalle der Köln-Frechen-Benzelrather Eisenbahn wurde von 1978 bis 1982 die Sendung Bio’s Bahnhof live in der ARD ausgestrahlt.